# Spielothek-Cup 1993
Der Spielothek-Cup 1993 war die achte Austragung des Handballwettbewerbs und wurde am 27. und 28. August 1993 in den ostwestfälischen Städten Lübbecke und Minden in Nordrhein-Westfalen ausgetragen.
Der TuS Nettelstedt setzte sich im Finale mit 29:26 (12:13) Toren im Mühlenkreis-Derby gegen den TSV GWD Minden durch und gewann seinen zweiten Titel. Den dritten Platz sicherte sich der SC Magdeburg mit 27:21 (12:11) gegen den VfL Fredenbeck. Torschützenkönig wurde Mindens Robert Hedin mit 15 Toren.

## Preisgeld
Das Preisgeld betrug 10.000 DM. 4.000 DM davon gingen an den Sieger TuS Nettelstedt.
| Erreichte Platzierung | Preisgeld |
| --------------------- | --------- |
| Sieg                  | 4.000 DM  |
| 2. Platz              | 3.000 DM  |
| 3. Platz              | 2.000 DM  |
| 4. Platz              | 1.000 DM  |

## Modus
Es wurde mit vier Mannschaften im K.-o.-System mit zwei Halbfinalspielen, dem Spiel um Platz drei sowie dem Finale gespielt. Die Spielzeit betrug 2 × 30 Minuten. Bei unentschiedenem Ausgang nach Ablauf der regulären Spielzeit hätte es ein Siebenmeterwerfen gegeben.

## Spiele
Halbfinale
| 27. August 1993 18:30 Uhr | TuS Nettelstedt                  | 26:21  | VfL Fredenbeck                  | Stadtsporthalle, Lübbecke Zuschauer: 800 |
| 27. August 1993 18:30 Uhr | meiste Tore: Tłuczyński (6 Tore) | (13:9) | meiste Tore: Heinemann (7 Tore) | Stadtsporthalle, Lübbecke Zuschauer: 800 |
| 27. August 1993 18:30 Uhr |                                  |        |                                 | Stadtsporthalle, Lübbecke Zuschauer: 800 |

| 27. August 1993 20:00 Uhr | TSV GWD Minden              | 28:26   | SC Magdeburg               | Stadtsporthalle, Lübbecke Zuschauer: 800 |
| 27. August 1993 20:00 Uhr | meiste Tore: Hedin (7 Tore) | (15:12) | meiste Tore: Licu (8 Tore) | Stadtsporthalle, Lübbecke Zuschauer: 800 |
| 27. August 1993 20:00 Uhr |                             |         |                            | Stadtsporthalle, Lübbecke Zuschauer: 800 |

Spiel um Platz 3
| 28. August 1993 18:30 Uhr | VfL Fredenbeck                  | 21:27   | SC Magdeburg               | Kreissporthalle, Minden Zuschauer: 1.200 Schiedsrichter: Henneking, Krietemeyer |
| 28. August 1993 18:30 Uhr | meiste Tore: Peruničić (7 Tore) | (11:12) | meiste Tore: Licu (6 Tore) | Kreissporthalle, Minden Zuschauer: 1.200 Schiedsrichter: Henneking, Krietemeyer |
| 28. August 1993 18:30 Uhr |                                 |         |                            | Kreissporthalle, Minden Zuschauer: 1.200 Schiedsrichter: Henneking, Krietemeyer |

Finale
| TuS Nettelstedt | TuS Nettelstedt | TSV GWD Minden | TSV GWD Minden |
| | Finale 28. August 1993, 20:00 Uhr in Minden (Kreissporthalle) Ergebnis: 29:26 (12:13) Zuschauer: 1.200 Schiedsrichter: Manfred Gremmel, Wolfgang Gremmel ( Deutschland)                                                                           |                |                |
| Fynn Holpert, Jens Kanzog – Zbigniew Tłuczyński (6/2), Karl-Heinz Töpfer (4), Jörg Spreitzer, Maik Stolle (2), Gennadij Chalepo (7), Stefan Windhagen (n.e.), Ralf Bruelheide (5), Michael Thierauf (2), Michael Lehnertz (3), Jens Sachse (n.e.) Trainer: Mariusz Czok ( Polen) | Volker Hoffmann (1), Jörg Engelhardt (n.e.) – Bodo Leckelt (2), Kai Stolze, Robert Hedin (8/2), Norbert Gregorz (2), Hajo Wulff (9), Thomas Oehme (1), Marten Julius, Andreas Bock (3), Andreas Hertelt Trainer: Milomir Mijatović ( Deutschland) |                |                |

## Statistiken
Torschützenliste
| Pl. | Spieler             | Verein          | Tore | FT | 7 m | T/S |
| --- | ------------------- | --------------- | ---- | -- | --- | --- |
| 1   | Robert Hedin        | TSV GWD Minden  | 15   | 11 | 4   | 7,5 |
| 2   | Robert Licu         | SC Magdeburg    | 14   | 10 | 4   | 7   |
| 3   | Gennadij Chalepo    | TuS Nettelstedt | 12   | 12 | 0   | 6   |
|     | Zbigniew Tłuczyński | TuS Nettelstedt | 12   | 7  | 5   | 6   |
| 5   | Predrag Peruničić   | VfL Fredenbeck  | 11   | 11 | 0   | 5,5 |
|     | Hajo Wulff          | TSV GWD Minden  | 11   | 11 | 0   | 5,5 |
| 7   | Holger Winselmann   | SC Magdeburg    | 10   | 10 | 0   | 5   |
| 8   | Heiner Benecke      | SC Magdeburg    | 9    | 9  | 0   | 4,5 |
|     | Andreas Bock        | TSV GWD Minden  | 9    | 9  | 0   | 4,5 |
|     | Ralf Bruelheide     | TuS Nettelstedt | 9    | 9  | 0   | 4,5 |
|     | Maik Heinemann      | VfL Fredenbeck  | 9    | 2  | 7   | 4,5 |
| 12  | Andree Brazkiewicz  | VfL Fredenbeck  | 6    | 6  | 0   | 3   |
|     | Marten Julius       | TSV GWD Minden  | 6    | 6  | 0   | 3   |
|     | Sven Liesegang      | SC Magdeburg    | 6    | 6  | 0   | 3   |

FT – Feldtore, 7 m – Siebenmeter-Tore, T/S – Tore pro Spiel

## Aufgebote
| TuS Nettelstedt | TSV GWD Minden | SC Magdeburg | VfL Fredenbeck |
| Jens Kanzog Sascha Grote Fynn Holpert Zbigniew Tłuczyński Karl-Heinz Töpfer Jörg Spreitzer Maik Stolle Gennadij Chalepo Mike Vette Ralf Bruelheide Michael Thierauf Michael Lehnertz Jens Sachse Stefan Windhagen | Volker Hoffmann Jörg Engelhardt Bodo Leckelt Kai Stolze Robert Hedin Norbert Gregorz Hajo Wulff Thomas Oehme Marten Julius Andreas Bock Andreas Hertelt | Jens Kürbis Marco Stange Holger Winselmann Jens Fiedler Heiner Benecke Heiko Triepel Andreas Rastner Robert Licu Sven Liesegang Steffen Stiebler Peter Pysall Lars Beyreis | Mariusz Dudek Rajmund Golla Waldemar Strzelec Gunnar Schmidt Olaf Peitz Andreas Neitzel Rüdiger Traub Harald Szygula Maik Heinemann Jean Baruth Predrag Peruničić Andree Brazkiewicz Bogusław Lewandowski |
| Mariusz Czok (Trainer) | Milomir Mijatović (Trainer) | Ingolf Wiegert (Trainer) | Jürgen Kloth (Trainer) |